# Andrew Nembhard
Andrew William Nembhard, né le 16 janvier 2000 à Aurora en Ontario, est un joueur canadien de basket-ball évoluant au poste de meneur voire d'arrière et mesurant 1,91 m.

## Biographie

### Carrière universitaire
Entre 2018 et 2020, il joue pour les Gators de la Floride.
Entre 2020 et 2022, il évolue pour les Bulldogs de Gonzaga.

### Carrière professionnelle
Lors de la draft 2022, Andrew Nembhard est choisi en 31e position par les Pacers de l'Indiana.

## Statistiques

### Universitaires
| Saison    | Équipe   | Matchs | Titul. | Min./m | % Tir | % 3pts | % LF | Rbds/m. | Pass/m. | Int/m. | Ctr/m. | Pts/m. |
| --------- | -------- | ------ | ------ | ------ | ----- | ------ | ---- | ------- | ------- | ------ | ------ | ------ |
| 2018-2019 | Florida  | 36     | 36     | 32,9   | 41,4  | 34,7   | 76,4 | 2,90    | 5,40    | 1,20   | 0,10   | 8,00   |
| 2019-2020 | Florida  | 31     | 31     | 33,2   | 44,1  | 30,8   | 77,5 | 3,00    | 5,60    | 1,10   | 0,10   | 11,20  |
| 2020-2021 | Gonzaga  | 32     | 16     | 29,9   | 48,0  | 32,3   | 75,4 | 2,40    | 4,40    | 1,10   | 0,10   | 9,20   |
| 2021-2022 | Gonzaga  | 32     | 32     | 32,2   | 45,2  | 38,3   | 87,3 | 3,40    | 5,80    | 1,60   | 0,10   | 11,80  |
| Carrière  | Carrière | 131    | 115    | 32,1   | 44,6  | 34,3   | 79,0 | 2,90    | 5,30    | 1,20   | 0,10   | 10,00  |

### Professionnelles

#### Saison régulière
| Saison    | Équipe   | Matchs | Titul. | Min./m | % Tir | % 3pts | % LF | Rbds/m. | Pass/m. | Int/m. | Ctr/m. | Pts/m. |
| --------- | -------- | ------ | ------ | ------ | ----- | ------ | ---- | ------- | ------- | ------ | ------ | ------ |
| 2022-2023 | Indiana  | 75     | 63     | 27,6   | 44,1  | 35,0   | 79,0 | 2,70    | 4,50    | 0,90   | 0,20   | 9,50   |
| 2023-2024 | Indiana  | 68     | 47     | 25,0   | 49,8  | 35,7   | 80,4 | 2,10    | 4,10    | 0,90   | 0,10   | 9,20   |
| Carrière  | Carrière | 143    | 110    | 26,4   | 46,7  | 35,3   | 79,7 | 2,40    | 4,30    | 0,90   | 0,10   | 9,30   |

#### Playoffs
| Saison   | Équipe   | Matchs | Titul. | Min./m | % Tir | % 3pts | % LF | Rbds/m. | Pass/m. | Int/m. | Ctr/m. | Pts/m. |
| -------- | -------- | ------ | ------ | ------ | ----- | ------ | ---- | ------- | ------- | ------ | ------ | ------ |
| 2024     | Indiana  | 17     | 17     | 32,6   | 56,0  | 48,3   | 76,9 | 3,30    | 5,50    | 0,40   | 0,20   | 14,90  |
| Carrière | Carrière | 17     | 17     | 32,6   | 56,0  | 48,3   | 76,9 | 3,30    | 5,50    | 0,40   | 0,20   | 14,90  |

## Palmarès
- Joueur défensif du mois de janvier 2025 dans la conférence Est
- Vainqueur de la conférence Est en 2025 avec les Pacers de l'Indiana
- First-team All-WCC (2022)
- Second-team All-WCC (2021)
- WCC Sixth Man of the Year (2021)
- WCC Tournament MOP (2022)
- SEC All-Freshman Team (2019)
- Jordan Brand Classic (2018)
- Nike Hoop Summit (2018)